# Zéphyr (Moyen Âge)
Pour les articles homonymes, voir Zéphyr.
Zéphyr, ou Zéphir, est un lutin, personnage du roman de Perceforest au XIVe siècle.

## Description
Il est la première « image accomplie du lutin » selon Claude Lecouteux, Christine Ferlampin-Acher précisant qu'il est issu de « données folkloriques et littéraires » : présenté comme un ange déchu, à la fois « bon et cruel, pitoyable et effrayant, facétieux », au début du roman, il joue des tours en prenant la forme de chevaux, d'oiseaux et de cerfs, en se cachant dans des cadavres et en lançant des enchantements pour tromper les gens. Il ne sort que la nuit et habite la boue, la vase et les eaux sales. Christianisé, il se repentit en punissant les hommes malfaisants, et en devenant le protecteur de Troïlus,.